# Эльбрус-90микро

Эльбрус−90микро в конструктиве PC (ATX) с периферийными шинами PCI и Mbus

Эльбрус-90микро — вычислительный комплекс, разработанный российской компанией МЦСТ (MCST). Основан на микропроцессорах семейства МЦСТ-R, совместимых с архитектурой SPARC: МЦСТ-R150, МЦСТ-R500, МЦСТ-R500S, МЦСТ-R1000.
Принят на снабжение Вооружённых сил РФ в 2001 году в стационарной версии с процессором МЦСТ-R150.
В 2004 году была принята версия с микропроцессором МЦСТ-R500.
Вычислительные комплексы Эльбрус-90микро функционируют под управлением ОС Solaris и GNU/Linux (например, МСВС). Существует в нескольких вариантах исполнения: PC, ноутбук, предназначенный для работы в  жёстких условиях эксплуатации, АРМ оператора, шкафное, конструктивы Евромеханика и cPCI.
Компьютеры на базе "Эльбрус-90микро" применяются, в том числе, на командных пунктах систем воздушно-космической обороны и СПРН.

## Эльбрус-90микро в шкафном исполнении
Вычислительный комплекс (ВК) в шкафном исполнении предназначен для использования в стационарных многоуровневых системах управления и обработки информации. Аппаратура комплекса имеет сетевое оборудование для высокоскоростного обмена с ВК аналогичного типа или другими ВК и ЭВМ, а также ряд интерфейсов параллельного и последовательного типов.

Условная схема размещения составных частей ВК "Эльбрус-90микро" в шкафном исполнении

Вычислительный комплекс Эльбрус-90микро включает в себя следующие составные части: источник бесперебойного питания (ИБП), устройство вычислителя системного (УВС-20И), устройства сопряжения с внешними абонентами (УСВА-МИ0,1), устройство сопряжения с АПД 5Ц19 (УС19-МИ), устройство сопряжения с АПД 5Ц19П (УС19П-МИ), видеомонитор (ВМ), клавиатура (Кл), манипулятор графический (М), накопитель на жёстком магнитном диске (НЖМД-В), устройство ввода-вывода на компакт-диске и магнитной ленте (КДМЛ), контроллер параллельных и последовательных каналов (SPC), печатающее устройство (ПУ).
| Наименование устройства                                                                                | Обозначение документа | Габаритные размеры, мм | Масса, кг | Количество | Условное обозначение |
| --- | --------------------- | ---------------------- | --------- | ---------- | -------------------- |
| Устройство вычислителя системного                                                                      | ТВГИ.466535.017       | 422х78х415             | 10,3      | 1          | УВС-20И              |
| Устройство сопряжения с внешними абонентами                                                            | ТВГИ.467451.010       | 422х418х78,5           | 8,4       | 2          | УСВА-МИ              |
| Устройство сопряжения                                                                                  | ТВГИ.467451.011       | 412х421х78             | 8,2       | 1          | УС19-МИ              |
| Устройство сопряжения                                                                                  | ТВГИ.467451.012       | 412х421х78             | 8,2       | 1          | УС19П-МИ             |
| Видеомонитор 17" GDM-17E20 фирмы Sun                                                                   | -                     | 403,6х426,3х450        | 20        | 1          | ВМ                   |
| Клавиатура Keyboard Type-5 фирмы Sun                                                                   | 320 1085              | -                      | -         | 1          | Кл                   |
| Манипулятор графический Mouse фирмы Sun                                                                | 370 1398              | -                      | -         | 1          | М                    |
| Источник бесперебойного питания Axxim Rackmount 06201500RE фирмы Best Power                            | -                     | 85,2x483x490           | 39,1      | 1          | ИБМ                  |
| Накопитель на жёстком магнитном диске внешний, 9.1 Гбайт, Sun Storage UniPack SG-XDSK010A-9G фирмы Sun | -                     | 70x190x310             | -         | 2          | НЖМД-В               |
| Устройство ввода-вывода на компакт-диске и магнитной ленте, внешнее, Sun Storage FlexiPack фирмы Sun   | -                     | 130x190x310            | -         | 1          | КДМЛ                 |
| Контроллер Serial Parallel Controller фирмы Sun                                                        | -                     |                        | -         | -          | SPC                  |
| Принтер HP LaserJet 2100M C41171A                                                                      | -                     |                        | -         | -          | ПУ                   |